# ペトロス・ペルサキス
ペトロス・ペルサキス（ギリシャ語: Πέτρος Περσάκης, ラテン文字転写: Petros Persakis, 1879年 - 1952年）は、ギリシャの体操競技選手である。 彼は1896年に開催されたアテネオリンピックの体操競技で銀メダル1個、銅メダル1個の合計2個のメダルを獲得した。

## 経歴
ペルサキスは、アテネオリンピックで実施された体操競技のうち、平行棒団体種目とつり輪の合わせて2種目に出場した。
平行棒団体競技では、彼の所属するPanellinios G.S（en:Panellinios G.S）が2位に入ったため、銀メダルを獲得した。
この大会のつり輪競技は、ペルサキスと同じくギリシャから出場したイオアニス・ミトロポウロスとドイツ代表のヘルマン・ヴァインゲルトナーが激しい金メダル争いを演じたことで知られる。この競技でペルサキスは出場7選手中の3位に入り、銅メダル獲得を果たした。
なお、同じアテネオリンピックの陸上競技三段跳で銅メダルを獲得したイオアニス・ペルサキスは、彼の実兄である。